# Agencja Badań Medycznych
Agencja Badań Medycznych (ABM) – państwowa osoba prawna powołana do realizacji zadań z zakresu działalności innowacyjnej w ochronie zdrowia, ze szczególnym uwzględnieniem rozwoju niekomercyjnych badań klinicznych i eksperymentów badawczych. 
Rozpoczęła swoją działalność 22 marca 2019 na podstawie ustawy z 21 lutego 2019 roku.

## Kierownictwo
- Wojciech Fendler – prezes
- Ireneusz Staroń – zastępca prezesa ds. finansowania badań od września 2024[4]

## Prezesi
- Radosław Sierpiński (p.o) – od 22 marca 2019 do 30 września 2019
- Piotr Czauderna – od 1 października 2019 do 10 grudnia 2019[5]
- Radosław Sierpiński – od 12 czerwca 2021[6] do 28 grudnia 2023[7] (od 11 grudnia 2019 jako p.o.)

## Główne zadania
- dofinansowanie badań naukowych i prac rozwojowych w dziedzinie nauk medycznych i nauk o zdrowiu oraz projektów interdyscyplinarnych wyłonionych w drodze konkursu, ze szczególnym uwzględnieniem badań klinicznych, obserwacyjnych i epidemiologicznych[8];
- wydawanie opinii i ekspertyz w dziedzinie nauk medycznych i nauk o zdrowiu na rzecz organów administracji publicznej;
- inicjowanie i rozwijanie współpracy międzynarodowej w dziedzinie nauk medycznych i nauk o zdrowiu[9];
- inicjowanie i realizacja własnych badań naukowych i prac rozwojowych[10].